# Load
Load er det sjette album fra heavy metal-bandet Metallica udgivet i 1996. 
Load var Metallicas måde at vise de var vendt tilbage til musikkens verden efter 5 år uden nyt materiale. Musikstilen på dette album lægger sig tæt op af blues-genren hvilket betyder at Metallica har trukket sig længere væk fra thrash metalgenren som de fleste forbinder Metallica med.

## Numre
1. "Ain't My Bitch" – 5:04
2. "2 x 4" – 5:28
3. "The House Jack Built" – 6:39
4. "Until It Sleeps" – 4:30
5. "King Nothing" – 5:28
6. "Hero of The Day" – 4:22
7. "Bleeding Me" – 8:18
8. "Cure" – 4:54
9. "Poor Twisted Me" – 4:00
10. "Wasting My Hate" – 3:57
11. "Mama Said" – 5:20
12. "Thorn Within" – 5:52
13. "Ronnie" – 5:17
14. "The Outlaw Torn" – 9:49

## Placering Hilister
Album
| År   | Hitliste          | Placering |
| ---- | ----------------- | --------- |
| 1996 | The Billboard 200 | 1         |

## Musikere
- Kirk Hammett – Guitar
- James Hetfield – Guitar, vokal
- Jason Newsted – Bas
- Lars Ulrich – Trommer